# Бізнес Інформ
«Бі́знес Інфо́рм» (рос. Бизнес Информ, англ. Business Inform) — український науковий економічний журнал. Видається в Харкові з 1992 р. (Свідоцтво про реєстрацію: КВ № 17288-6058 ПР від 18.11.2010 р).
Входить до Переліку фахових видань, у яких можуть друкуватися основні результати дисертаційних робіт з економічних наук (Постанова Президії ВАК України від 16.12.2009 р. № 1-05/6, Бюлетень ВАК України, № 1, 2010).

## Історія створення
Уперше видання «Бізнес Інформ» було зареєстровано в 1992 р.
З 1992 по 2002 р. головним редактором журналу «Бізнес Інформ» та директором видавництва був О. Г. Ристенко.
У 2002 р. засновником журналу став Харківський національний економічний університет (ХНЕУ), а його ректор — доктор
економічних наук, професор В. С. Пономаренко — головним редактором.
Науковим редактором став доктор економічних наук, професор М. О. Кизим (наразі — директор Науково-дослідного центру індустріальних проблем розвитку НАН України (НДЦ ІПР НАН України)).
У 2010 р. НДЦ ІПР НАН України входить до співзасновників журналу.
З 2003 р. видавцем журналу є Видавничій Дім «ІНЖЕК» (від «інженерно-економічний» — колишньої назви ХНЕУ — Харківський інженерно-економічний інститут).

## Засновники
Харківський національний економічний університет [Архівовано 24 квітня 2015 у Wayback Machine.]
Науково-дослідний центр індустріальних проблем розвитку НАН України (Харків)

## Редакція журналу
Головний редактор: д-р екон. наук, проф. В. С. Пономаренко
Науковий редактор: д-р екон. наук, проф. М. О. Кизим
Випускаючий редактор: канд. екон. наук, доцент В. Є. Хаустова
Адреса редакції: Україна, 61001, Харків, пров. Інженерний, 1а, Бібліотечний корп. ХНЕУ, 2-й пов., к. 203.

## Редакційна колегія
д-р екон. наук, проф. Алєксєєв І. В. (Львів)
д-р екон. наук, проф. Амосов О. Ю. (Харків)
д-р екон. наук, проф. Благун І. С. [Архівовано 10 травня 2012 у Wayback Machine.] (Івано-Франківськ)
д-р екон. наук, проф. Гізатуллін Х. Н. (Єкатеринбург, Росія)
канд. екон. наук, проф. Гонда В. (Братислава, Словаччина)
д-р екон. наук, проф. Жуковський М. (Люблін, Польща)
д-р екон. наук, проф. Заруба В. Я. (Харків)
д-р екон. наук, проф. Іванов Ю. Б. (Харків)
д-р екон. наук, проф. Клебанова Т. С. (Харків)
д-р екон. наук, проф. Ковальчук К. Ф. (Дніпропетровськ)
д-р екон. наук, проф. Орлов П. А. (Харків)
д-р екон. наук, проф. Погорлецький О. І. [Архівовано 20 грудня 2010 у Wayback Machine.] (Санкт-Петербург, Росія)
д-р екон. наук, проф. Христіановський В. В. (Донецьк)

## Тематичні розділи
- Бухгалтерський облік і аудит;
- Економіка будівництва; Економіка підприємства;
- Економіка праці та соціальна політика;
- Економіка природокористування;
- Економіка промисловості;
- Економіка сільського господарства і АПК;
- Економіка торгівлі та послуг;
- Економіка транспорту і зв'язку;
- Економіко-математичне моделювання;
- Економічна історія; Економічна теорія;
- Інвестиційні процеси; Інноваційні процеси;
- Інформаційні технології в економіці;
- Менеджмент і маркетинг;
- Механізми регулювання економіки;
- Міжнародні економічні відносини;
- Проблеми підприємництва;
- Регіональна економіка;
- Статистика;
- Фінанси, грошовий обіг і кредит